# Pontonema donsi
Pontonema donsi är en rundmaskart som först beskrevs av Allgen 1932.  Pontonema donsi ingår i släktet Pontonema och familjen Oncholaimidae. Arten är reproducerande i Sverige. Inga underarter finns listade i Catalogue of Life.